# Misecznica kasztanowata

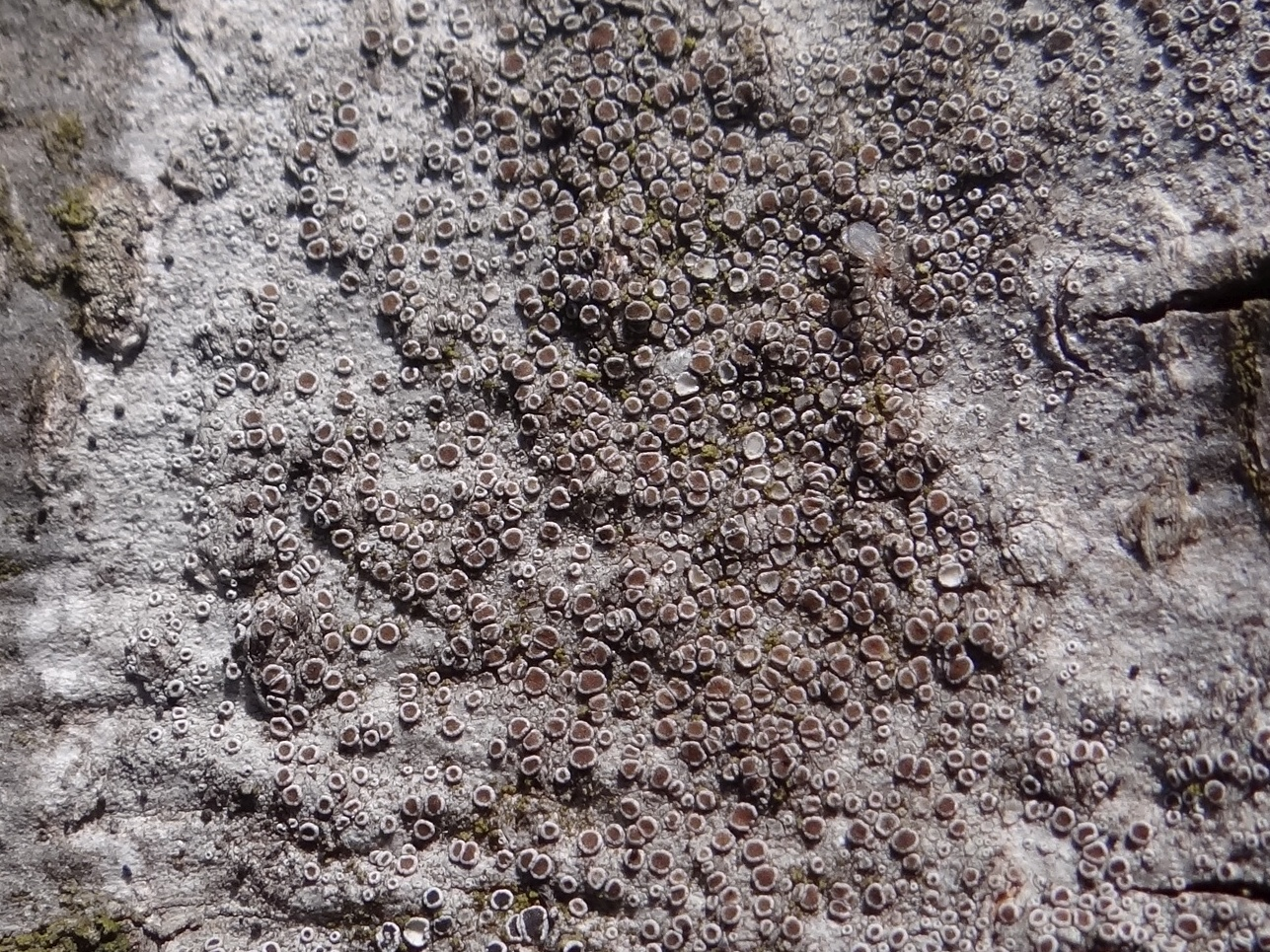
Plecha z czerwonobrązowymi apotecjami

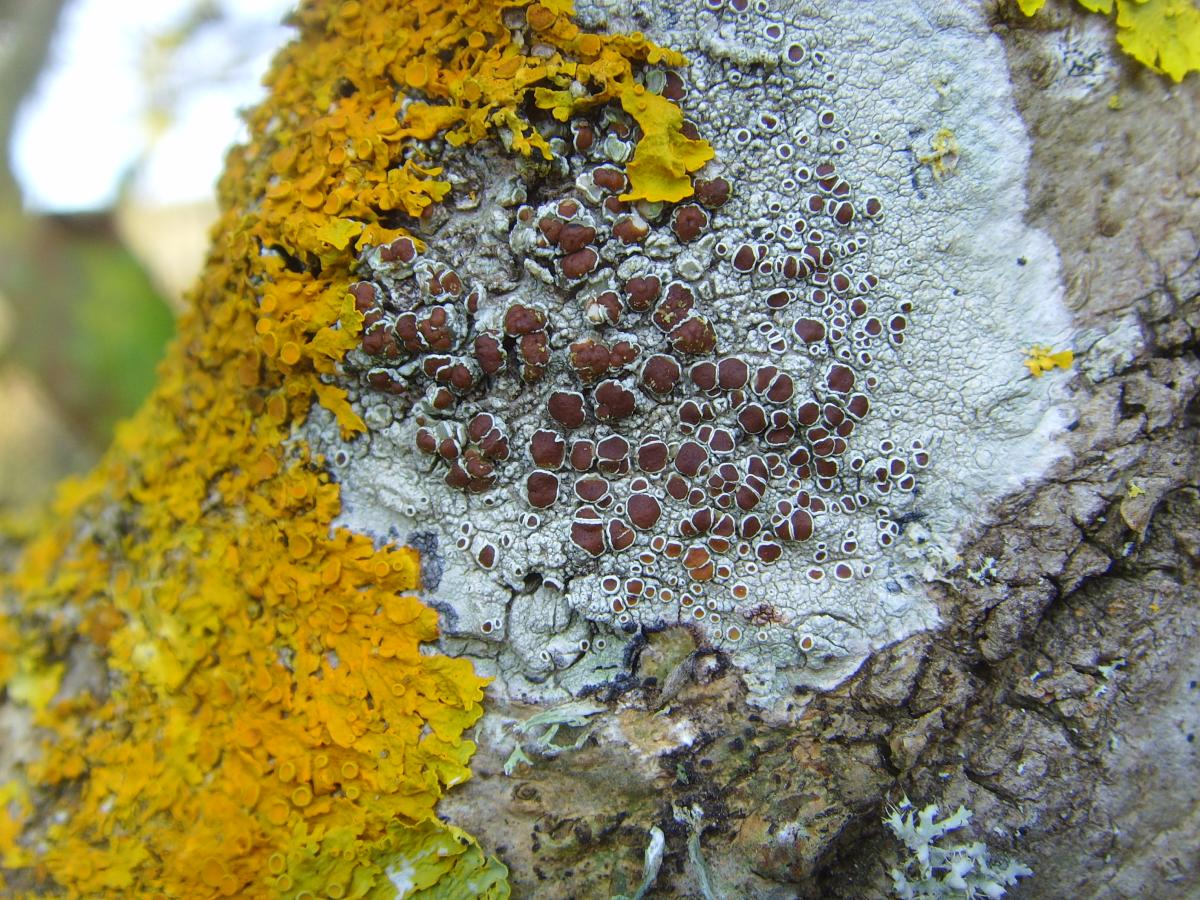
Obok misecznicy żółty złotorost ścienny

Misecznica kasztanowata (Lecanora argentata (Ach.) Röhl.) – gatunek grzybów z rodziny misecznicowatych (Lecanoraceae). Ze względu na symbiozę z glonami zaliczany jest do porostów. 

## Systematyka i nazewnictwo
Pozycja w klasyfikacji według Index Fungorum: Lecanora, Lecanoraceae, Lecanorales, Lecanoromycetidae, Lecanoromycetes, Pezizomycotina, Ascomycota, Fungi.
Po raz pierwszy zdiagnozował go w 1803 r. Erik Acharius nadając mu nazwę Parmelia subfusca var. argentata. Obecną, uznaną przez Index Fungorum nazwę nadał mu Johann Christoph Röhling w 1813 r.
Niektóre synonimy nazwy naukowej:

- Lecanora argentata (Ach.) Malme 1932
- Lecanora subfusca f. argentata (Ach.) Flot. 1849
- Lecanora subfuscata H. Magn. 1932
- Parmelia subfusca var. argentata Ach. 1803
- Urceolaria acharii var. argentata Ach. 1810

Nazwa polska według W. Fałtynowicza. 

## Charakterystyka
Plecha skorupiasta, ciągła i cienka. Ma barwę jasnoszarą, białawą, żółtobiałą, powierzchnię gruboziarnistą, brodawkowaną lub gładką. Może być ciągła, lub popękana i często występują na niej urwistki. Obrzeża plechy niewyraźne, zanikające. Kora bezbarwna o grubości 15–25 μm, hymenium bezbarwne, o grubości 15–20 μm. W rdzeniu występują glony protokokkoidalne i duże kryształy nierozpuszczalne w KOH. Epihymenium nieziarniste, o barwie czerwonobrązowej z pomarańczowo-brązowym pigmentem, który nie rozpuszcza się w K. Hymenium przejrzyste i bezbarwne  z parafizami, subhymenium bezbarwne, o grubości 10–15 μm, hypotecjum bezbarwne, bez kropli oleju.
Reakcje barwne: K+ jasnożółty, C, KC-, P- lub P+ jasnożółty. Kwasy porostowe: głównie atranorin, ponadto chloroatranorin, 4-dichlorogangaleoidin, gangaleoidin i norgangaleoidin.
W plesze występują dość licznie apotecja lekanorowe. Mogą być skupione w środku, lub rozproszone. Są siedzące, mają średnicę 0,4–1,5 mm, koliste lub tępo kanciaste kształty i płaskie lub nieco wypukłe tarczki o barwie czerwonobrązowej. Są gładkie, nieprzyprószone. Brzeżek plechowy jest gładki lub nieco karbowany. Wewnątrz owocników występują duże, bezbarwne kryształki nierozpuszczalne w KOH. Powstające w apotecjach askospory są jednokomórkowe, bezbarwne, elipsoidalne, proste i mają rozmiar (10–) 10,5–15,5 (–16) × (5,5–) 7,5–8,5(–9) μm, a ich ściana ma grubość poniżej 1 um. Ponadto w plesze znajdują się zanurzone w niej pyknidy.

## Występowanie i siedlisko
Występuje na wszystkich kontynentach z wyjątkiem  Antarktydy. 
Rośnie na korze drzew w miejscach świetlistych.

## Gatunki podobne
Na korze drzew występuje kilka podobnych gatunków misecznic:
- misecznica jaśniejsza (Lecanora chlarotera). Ma większe apotecja, jednak pewne rozróżnienie tych gatunków możliwe jest tylko badaniem mikroskopowym i chemicznym. Mikroskopowo misecznicę kasztanowatą łatwo odróżnić po obecności kryształów nierozpuszczalnych w KOH.
- misecznica grabowa (Lecanora carpinea). Jest pospolita. Odróżnia się silnie przyprószonymi owocnikami.